# Tu detektyw Jeż
Tu detektyw Jeż (jap. ハロー張りネズミ Hello Harinezumi) – kryminalna manga autorstwa Kenshiego Hirokane, przeznaczona dla dorosłych. W Polsce wydana przez wydawnictwo Waneko. Wydanie polskie zawierało wybór historii, zawarty w 9 tomach (w porównaniu do 14 tomów wydania japońskiego). Dodatkowy „tom”, zawierający historie rozgrywające się w dawnych czasach, z bohaterami przedstawionymi jako samurajowie, ukazał się drukiem magazynie Mangamix, numery 16-18.

## Treść
Manga Tu detektyw Jeż ma formę serii samodzielnych opowieści, połączonych postaciami głównych bohaterów, pracowników tokijskiej agencji detektywistycznej "Akatsuka". Kolejne rozdziały mangi prezentuj poszczególne sprawy, prowadzone przez detektywów. Sporadycznie konkretna sprawa bywa podzielona na dwa lub więcej rozdziałów.
Komiks, należący do gatunku gekiga, skierowany jest do czytelnika dorosłego i porusza wiele różnych zagadnień, ukazanych przez pryzmat zleceń wykonywanych przez bohaterów. Dotyczą one zaginięć, poszukiwania rodziny i bliskich („Sentymentalna podróż na kontynent”, „Długonogi wujaszek”), przypadków amnezji, niewyjaśnionych morderstw z przeszłości („Czerwona furia”), narkotyków („Biały szatan”) i zorganizowanej przestępczości („Powrót w ciemność”), ale także innych, jak sprawa, w której umierający lekarz pragnie ułożyć swoje stosunki z synem ("Ostatnie chwile"). Wśród eksplorowanych tematów są samotność („Gdy zabawa się skończyła”), miłość („Motyl hazardu”), przypadki oszustw matrymonialnych czy szantażu („Ucieczka z miejsca wypadku”). Pojawiają się także przemoc i erotyka, związane ze specyfiką środowiska, w jakim obracają się detektywi.
Kolejne opowiadania skupiają się jednak nie na prowadzonych sprawach, lecz zwykle na ich bohaterach - zwykłych ludziach uwikłanych w najróżniejsze przypadki.
Poważna tematyka utworu okraszona jest często humorem sytuacyjnym, niektóre ze spraw mają wyraźnie żartobliwy charakter (jak przypadek dziewczynki, która w zamian za maskotkę pandy wynajmuje detektywów do ujęcia śledzącego ją mężczyzny w historii „Żółta kokarda”), podobnie skonstruowane na prostych archetypach postacie bohaterów bywają źródłem komizmu.

## Główni bohaterowie
Nanase Goro – zwany „Jeżem” ze względu na nieporządną fryzurę. Detektyw, kawaler, leń pogodnego usposobienia.
Kogure „Gure” Kyusaku – starszy o dekadę partner Jeża o podobnym usposobieniu i stylu życia.
Kaze Kahoru – niespełna 30-letnia wdowa, szefowa agencji ze skłonnościami do alkoholizmu.
Azusa Yumeko – studentka, honorowy członek agencji „Akatsuka”, wspomagająca detektywów bystrym umysłem i pożyczkami finansowymi.
Do pozostałych stale pojawiających się bohaterów należą – Akiko, uczennica Azusy, podkochująca się w Goro; rozdzielone w dzieciństwie siostry bliźniaczki – Renko (ginie w historii „Powrót w ciemność”) i Ranko oraz właściciel sąsiadującego z siedzibą agencji baru „Liberty House”, gdzie przesiadują Nanase i Kogure.